# Politieagent

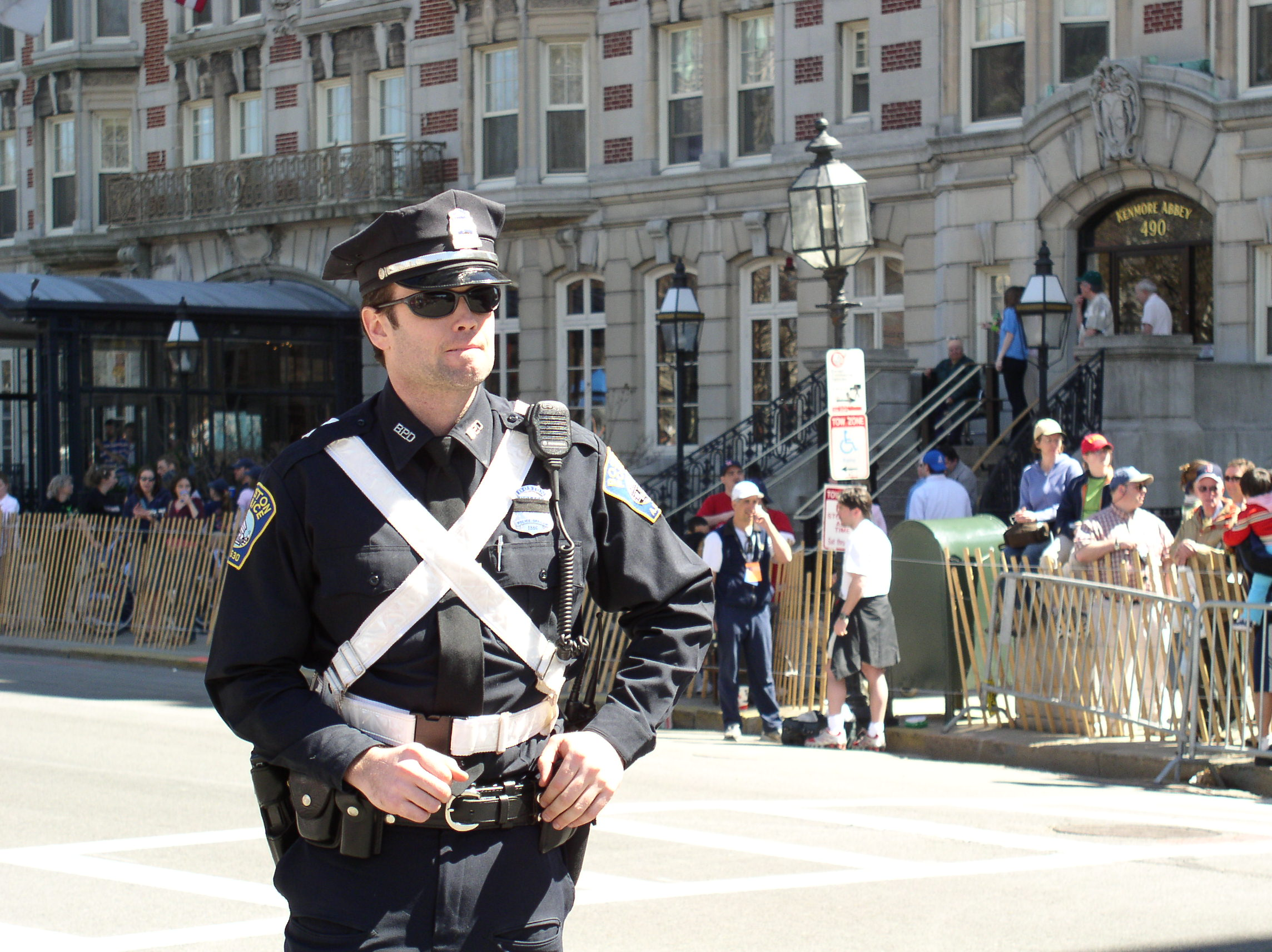
Politieagent in Boston

Een politieagent(e), agent(e), politieman of politievrouw is een persoon die in dienst is bij de politie. Om politieagent te worden, moet men een opleiding aan een politieschool volgen. 
Verouderde termen voor politieagent zijn koddebeier, veldwachter en diender. (Dienaar der wet. Een agent van politie constateert alleen of de wet wordt overtreden. Het is aan de rechter om te zien of het recht wordt geschonden en de overtreding strafbaar is.)
Dit beroep wordt verschillend ingevuld naargelang het land waar het wordt uitgeoefend.  

## Britse bobby's
De term bobby is een populaire benaming voor een politieagent in het Verenigd Koninkrijk. De term is afgeleid van de naam van Sir Robert "Bobby" Peel (1788-1850). 
Peel, die in latere jaren premier werd, reorganiseerde in de jaren 20 van de 19e eeuw (toen nog als minister van Binnenlandse Zaken) de stedelijke politie van Londen. 
Hij installeerde een professionele burgerlijke politiemacht en hoewel zijn hervormingen niet populair waren, bleken ze wel erg succesvol in het terugdringen van de criminaliteit in Londen. Zijn roepnaam Bobby wordt nog steeds gebruikt als vriendelijke benaming voor een Britse politieagent. De oudere term peelers, die nu niet meer gangbaar is, was eveneens afgeleid van zijn naam.